# Richard Kim
Richard Kim (Honolulu, 17 novembre 1917 – 8 novembre 2001) è stato un karateka e maestro di karate statunitense.

## Biografia
Nacque a Honolulu nelle Hawaii e nei primi anni venti iniziò a praticare lo judo sotto la guida di Kaneko. Qualche tempo dopo iniziò a studiare il karate con Arakaki Ankichi.
Nel 1959 iniziò ad insegnare le arti marziali a San Francisco.
È considerato uno dei maggiori ispiratori della sistematizzazione didattica del Koryu Uchinadi operata dal suo allievo Patrick McCarthy, Hanshi 8º Dan.
Morì l'8 novembre 2001.